# Shinya Nakano
Pour les articles homonymes, voir Shinya Nakano (football) et Nakano (homonymie).
Shinya Nakano (中野 真矢, Nakano Shin'ya), né le 10 octobre 1977 à Chiba, est un pilote de vitesse moto japonais

## Biographie
Comme beaucoup de japonais, il fait ses premières compétitions très tôt, en mini moto. Il fait ensuite ses classes en 125 cm³ au Japon.
En 1998, il débute en grand prix en tant que « wild card » lors du grand prix 250 cm³ du Japon, et remporte la même année son championnat national. En 1999, il effectue sa première saison et remporte le grand prix du Japon. Il termine cette première saison au 4e rang mondial, avec le titre de « rookie » de l'année.
En 2000, il échoue dans la conquête du titre mondial 250 cm³ lors du dernier grand prix de la saison pour 14 millièmes de secondes, dépassé sur la ligne par son coéquipier de l'équipe Tech 3, le français Olivier Jacque qui remporte finalement le titre. Ensemble, toujours sous les couleurs du team Tech 3 et fidèles à Yamaha, ils passent en 2001 à la catégorie reine des 500 cm³. Shinya finit une nouvelle fois rookie de l'année. En 2002, il souffre de courir sur 500 cm3 2 temps face aux 4 temps des nouvelles MotoGP qui effectuent leur première saison.
Après une nouvelle saison 2003 sur Yamaha, il signe en 2004 chez Kawasaki qui a fait son retour dans la catégorie reine la saison précédente, équipe où il fera progresser sa moto. Il courra la saison 2007 avec l'équipe Konica Minolta Honda.
En 2009 il participe au championnat du monde Superbike au sein de l'équipe Aprilia avec comme coéquipier l'italien Max Biaggi
Shinya Nakano a annoncé lors d'une conférence de presse le 28 octobre 2009 son retrait de la compétition moto en tant que pilote car n'étant plus en bonne condition physique pour continuer, sans pour autant quitter le monde de la moto
« À partir de maintenant, je vais essayer de mettre à profit ces expériences pour continuer à contribuer au monde de la moto. Il me tarde de vous revoir sur les circuits très bientôt mais dans des circonstances différentes. »,.
Il avait comme particularité d'utiliser ses 3 derniers doigts pour freiner et non son index comme la majorité des autres pilotes.

## Palmarès
- 2e du championnat du monde 250 cm³ en 2000
- 6 victoires en Grand Prix 250 cm³